# 조영 통상 조약
조영통상조약(Treaty of friendship and Commerce Between Great Britain and Corea)은 1883년 11월 26일 조선과 영국 사이에 전문 13조의 조영수호통상조약(朝英修好通商條約), 부속통상장정(附續通商章程), 세칙장정(稅則章程), 선후속약(善後續約)의 영문 조약 필사본이다. 이듬해인 1884년 4월 28일에 해리 파크스(Harry Parkes)와 김병시 사이에 비준이 교환되었다.

## 개요
영국은 자국의 어선용 프로비던스호(The Providence)가 1797년 정조 21년에 원산 근해를 항해했던 것을 시작으로, 1832년 순조 32년에는 로드 암허스트호(The Lord Amherst)가 충청도 홍주에 한달 정도 머물면서 통상을 하고자 하였으나 실패하였다. 이어 흥선대원군의 집정 시에는 로나호가 충청도와 경기도 연안에 나타나 통상 요구를 해왔고, 셔먼호는 평양에 와서 통상요구를 했으나 역시 실패하였다.
잠시 공백을 두었던 영국 상선은 1876년 〈조일수호조약〉을 계기로 러시아의 남하정책을 견제하기 위해 다시 통상 요구를 하기에 이르렀다. 조일 수교가 성립되어 제1차 수신사로 김기수가 일본에 파견되었는데, 주일 영국공사로 있던 해리 파크스는 김기수와 만나 통상수교를 위한 담판을 하였으나 역시 실패하였다. 그러나 영국은 1876년 가을부터 실비어호(The Sylvia), 스윙거호(The Swinger)가 경상도를 실측 조사하였고, 또 바바라 테일러호(The Babara Taylor)가 제주도 근해에서 난파 구조되었으므로 나가사키의 영국 영사관을 조선에 파견하여 사의를 표명하였다.
1881년 6월에는 페가서스 호(Pegasus)가 지방 관원과 다시 담판을 시도하였으나 실패하였다. 본격적인 통상조약이 타진된 것은 〈조미통상조약〉이 타결된 직후였다. 영국은 1882년 윌리스 제독(Admiral George O. J. Willes)을 전권으로 임명하여 조선에 파견하였고, 조선에서는 조영하를 전권대신, 김홍집을 부관, 서상우를 종사관으로 하여 4월 21일 인천에서 조영회담을 개시하도록 하였다.
이들은 1882년 6월 6일자로 청나라 마건충(馬建忠)·정여창 등의 임석하에 영국의 윌리스 간에 전문 14조로 된 〈조영수호통상조약〉에 조인하였다. 그러나 영국 정부는 윌리스 제독이 체결한 이 조약은 〈조일수호통상조약〉에 비하여 “영국의 무역과 영국민의 지위보장이란 견지에서 커다란 결함을 내포하고 있다”는 이유를 들어 비준을 유보하였고, 1883년 10월 27일에 당시 주청 영국 공사로 있던 해리 파크스를 파견하여 조선의 전권대신 민영목과 더불어 상세한 수정(조영수호통상개정조약, 조영신조약)을 가한 다음, 1883년 11월 26일 전문 13조의 〈조영수호통상조약〉 원문과 부속통상장정·세칙장정·선후속약을 조인하였고, 이듬해인 1884년 4월 28일에 해리 파크스와 김병시 사이에 비준이 교환되었다. 이 조약문은 당시에 영문 필사본으로 작성되었으며, 고종의 어보가 찍혀있다. 1885년 거문도 사건이후 1910년 일본이 한국을 불법으로 침략하였으나, 영국이 2차대전에서 승리함으로써 1945년 8월 한국이 일본과 손을 끊고 말았으나, 그리고 독립을 하였으며, 영국이 대신해서 1948년까지 미국이 남한을 보호하였다.

## 불평등조약
이 조약의 주요 내용 가운데 아래의 조항들은 영국에게만 일방적으로 유리한 것들이었다.
- 외교 대표들과 영사들은 조선 국내를 자유로이 여행할 수 있다.
- 조선정부는 그들을 보호해야 한다.
- 치외법권의 철폐를 조선국왕에 의하여 주도하는 것이 아니라 영국정부의 판단에 의하여 승인해 줄 때 가능하다.
- 부산과 인천 이외에 서울과 양화나루를 개항한다.
- 개항장에서 영국인은 종교를 가진다.
- 걸어서 다닐 수 있는 일정한 지역에서는 여권이 없이 자유로이 왕래할 수 있다.
- 영국군함은 개항장 이외에 조선 국내 어디서나 정박할 수 있고, 선원을 상륙할 수 있게 한다.

반대로 조선이 영국에서 행할 수 있는 권리는 전혀 언급되지 않은 불평등조약이었다. 이후 영국은 미국이나 일본이 조선에 전권공사를 파견한 것과는 달리 한 단계 낮은 총영사를 파견하여 조선에 머무르도록 했다. 이 조약문은 조선이 근대에 문호를 개방하면서 서구열강들과의 외교관계가 어떻게 진행되어 갔는가를 보여주는 역사적 가치가 있는 자료이다.

## 구성
이 조약 원문(국립귀 641, 0342-20-10)은 1책으로 63장(126쪽)이며 34.0×20.8cm이다. 책의 끝에는 아래의 것들이 합철되어 있다.
1. 조영수호통상조약(朝英修好通商條約) 원문
2. 영국과 무역 시 제한 항목 (Articles Regulations under which British Trade is to be Conducted in Corea)
3. 수출입 관세 (Import Tariff and Export Tariff)
4. 규칙 (Rules)
5. 의정서 (Protocol)